# Pandanus obovatus
Pandanus obovatus är en enhjärtbladig växtart som beskrevs av Harold St.John. Pandanus obovatus ingår i släktet Pandanus och familjen Pandanaceae.
Artens utbredningsområde är Thailand. Inga underarter finns listade.